# Sénoville
Sénoville ist eine französische Gemeinde mit 191 Einwohnern (Stand 1. Januar 2022) im Département Manche in der Region Normandie. Sie gehört zum Arrondissement Cherbourg und zum Kanton Les Pieux. 
Sie liegt auf der Halbinsel Cotentin und grenzt im Norden an Surtainville, im Osten an Bricquebec-en-Cotentin mit Le Vrétot, im Südosten an Sortosville-en-Beaumont, im Süden an Les Moitiers-d’Allonne und im Westen an Baubigny.

## Bevölkerungsentwicklung
| Jahr      | 1962 | 1968 | 1975 | 1982 | 1990 | 1999 | 2008 | 2018 |
| --------- | ---- | ---- | ---- | ---- | ---- | ---- | ---- | ---- |
| Einwohner | 209  | 183  | 171  | 161  | 162  | 179  | 209  | 194  |

## Sehenswürdigkeiten
- Kirche Saint-Lô, Monument historique

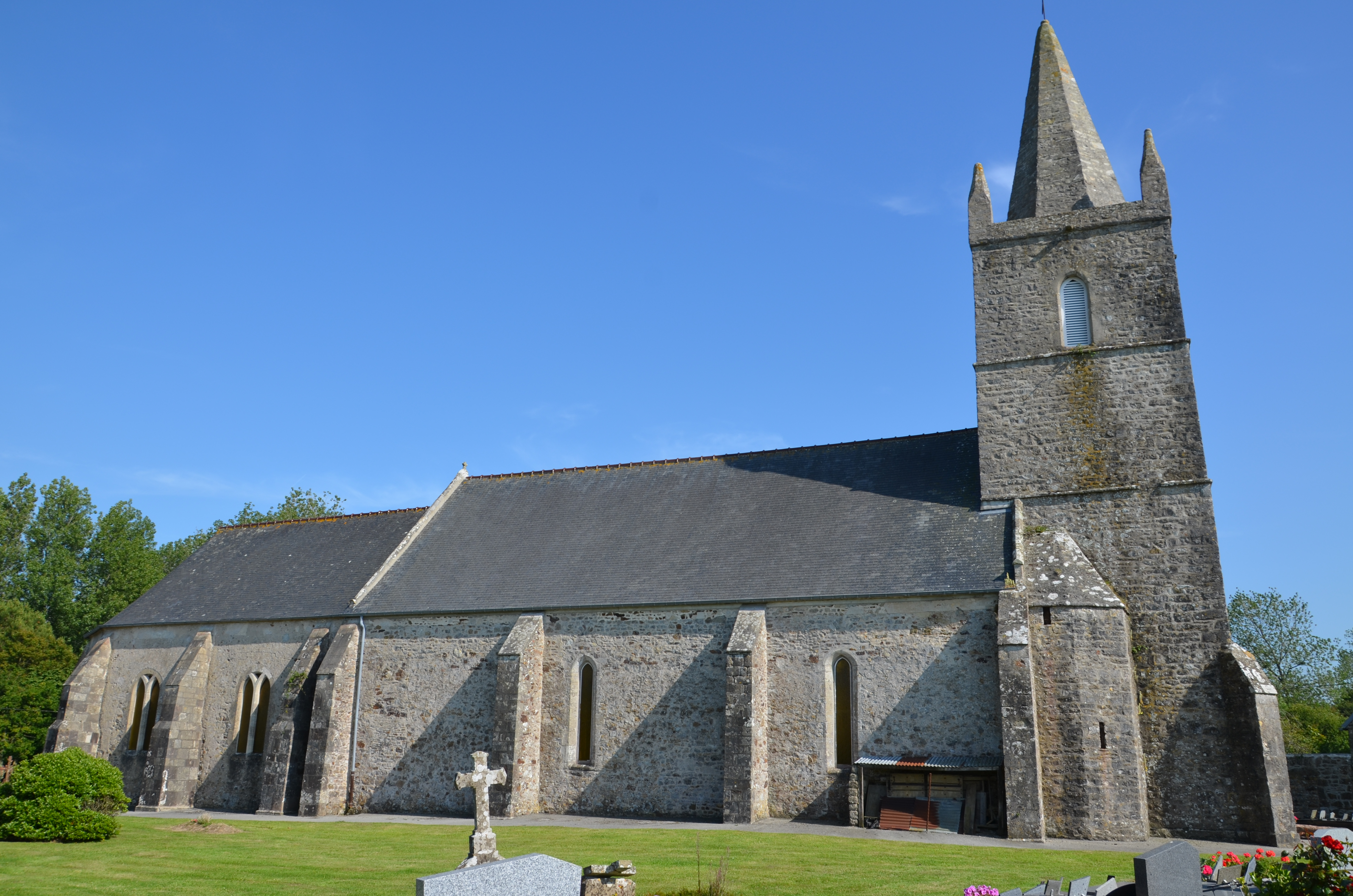
Kirche Saint-Lô
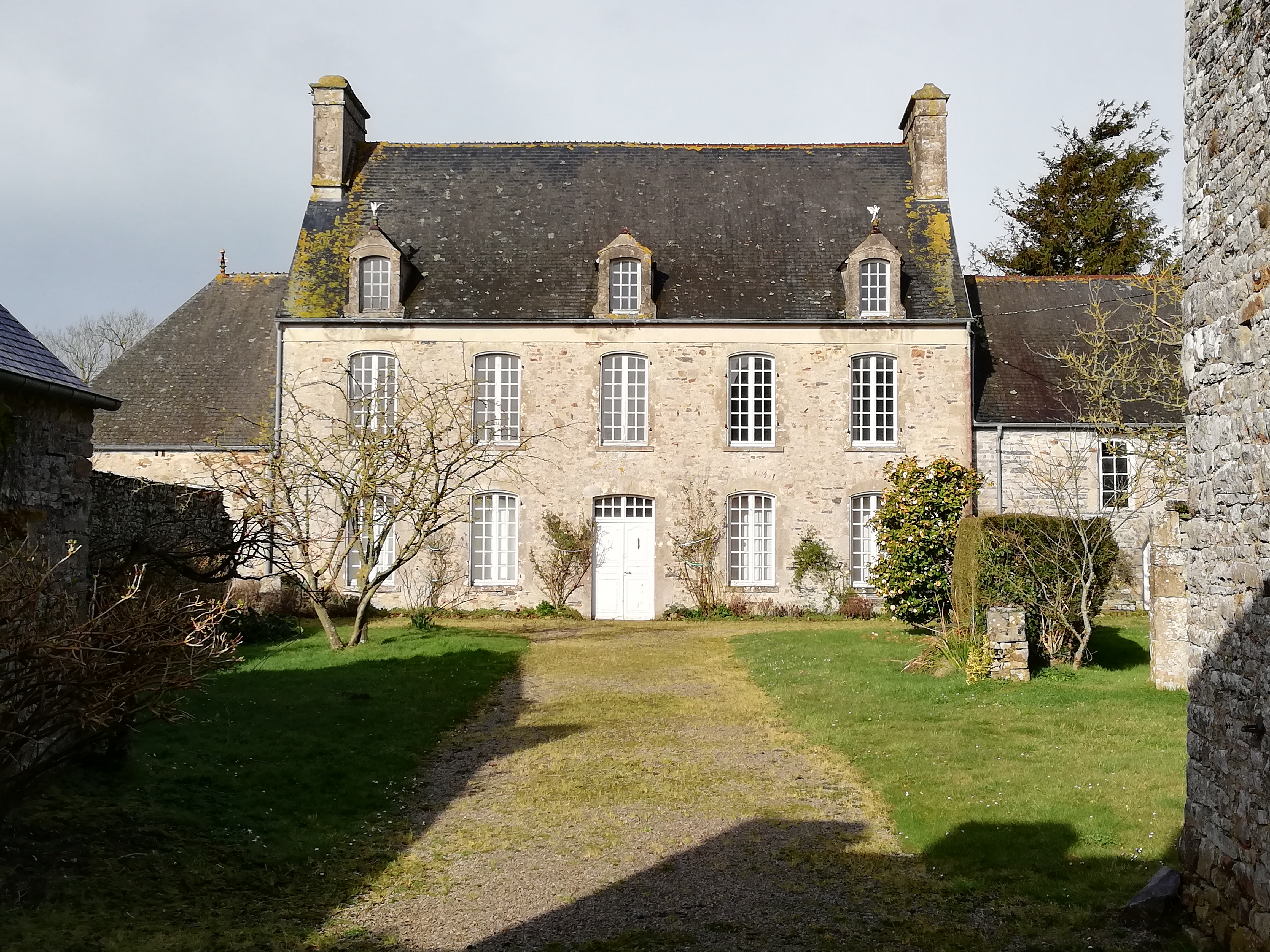
Pfarrhaus
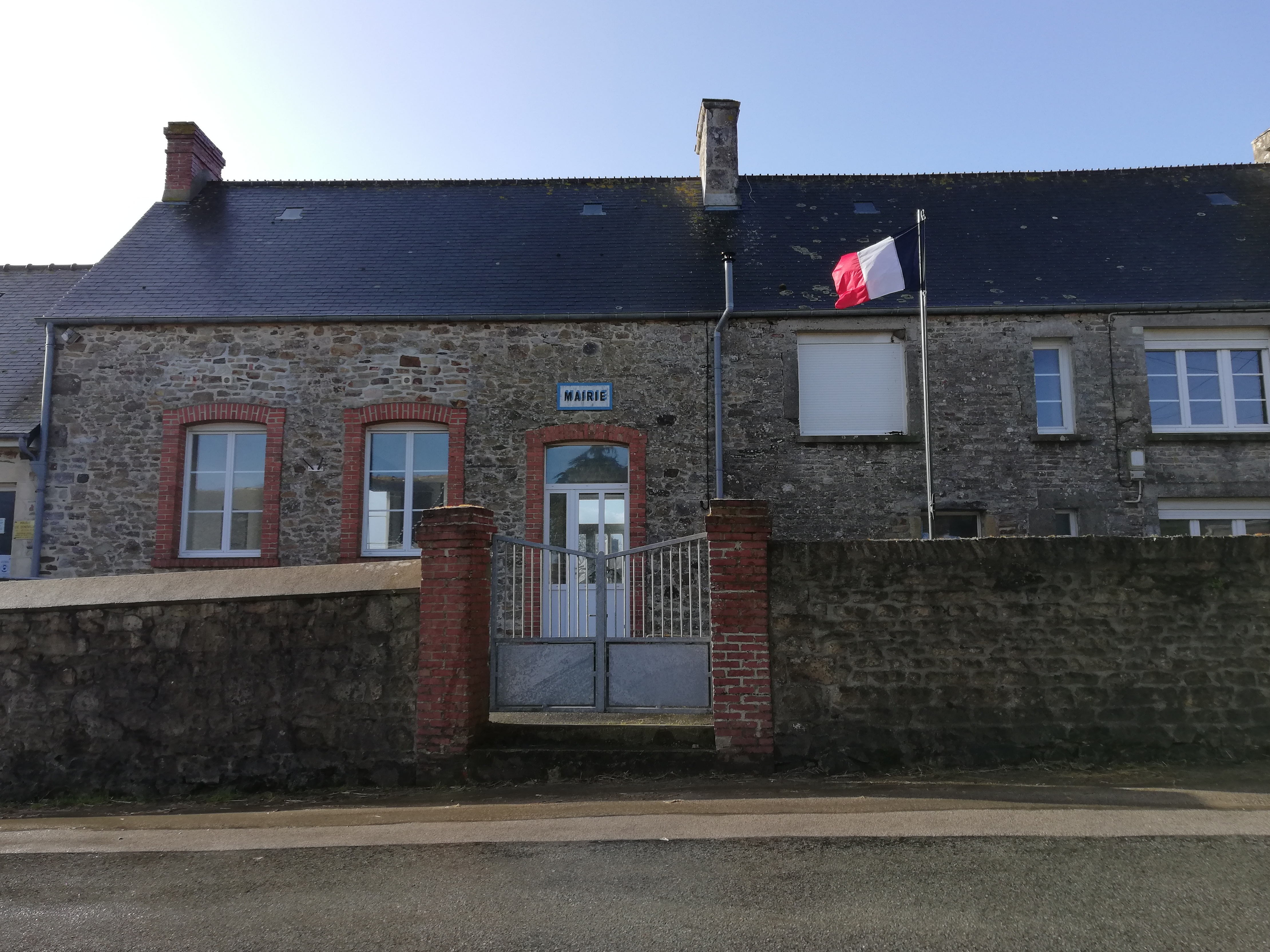
Mairie